# Joachim Lafosse
Joachim Lafosse (Uccle, 18 gennaio 1975) è un regista e sceneggiatore belga.

## Biografia
Nato a Uccle in una delle più ricche famiglie delle Fiandre, Lafosse ha studiato presso l'Institut des Arts de Diffusion di Louvain-la-Neuve dal 1997 al 2001. Il suo film di laurea, un cortometraggio di 24 minuti intitolato Tribu, è stato il miglior cortometraggio belga al festival del film francofono di Namur nel 2001.
Nel 2006 il suo secondo lungometraggio, Ça rend heureux, d'ispirazione autobiografica, viene presentato in concorso al festival di Locarno, mentre il suo terzo, Proprietà privata, con Isabelle Huppert e i fratelli Jérémie e Yannick Renier, alla Mostra del cinema di Venezia.
Il successivo Élève Libre - Lezioni private ha ricevuto sette candidature ai premi Magritte 2011, tra cui miglior regista e miglior sceneggiatura. Nel 2012 dirige À perdre la raison, presentato nella sezione Un Certain Regard al Festival di Cannes 2012, che viene anch'esso candidato a sette Magritte, vincendone quattro, tra cui miglior regista, e venendo scelto per rappresentare il Belgio agli Oscar. Nel 2015 vince la Concha de Plata al miglior regista al festival di San Sebastián per Les Chevaliers blancs, con Vincent Lindon. Fa dunque ritorno a Cannes e a Venezia coi successivi Dopo l'amore (Quinzaine des Réalisateurs 2016) e Continuer (Giornate degli autori 2018).
Il cinema di Lafosse è interessato "alla sfera privata e ai suoi limiti", come indicato anche dai titoli dei suoi film (Folie privée del 2004, Proprietà privata del 2006 ed Élève Libre - Lezioni private del 2008). Dichiara nel 2010: «filmo esattamente ciò che non verrebbe mostrato: i momenti di discussione, di litigio, di tensioni...»

## Filmografia

### Regista e sceneggiatore
- Tribu - cortometraggio (2001)
- Folie privée (2004)
- Ça rend heureux (2006)
- Proprietà privata (Nue Propriété) (2006)
- Élève Libre - Lezioni private (Élève Libre) (2008)
- Avant les mots - cortometraggio (2010)
- À perdre la raison (2012)
- Les Chevaliers blancs (2015)
- Dopo l'amore (L'Économie du couple) (2016)
- Continuer (2018)
- Les Intranquilles (2021)
- Un silence (2023)